# Sophie Blanchard
Pour les articles homonymes, voir Armant et Blanchard.
 (mai 2021).
Si vous disposez d'ouvrages ou d'articles de référence ou si vous connaissez des sites web de qualité traitant du thème abordé ici, merci de compléter l'article en donnant les références utiles à sa vérifiabilité et en les liant à la section « Notes et références ».

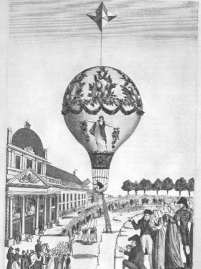
Ascension du 24 juin 1810
à Paris au Champ-de-Mars.

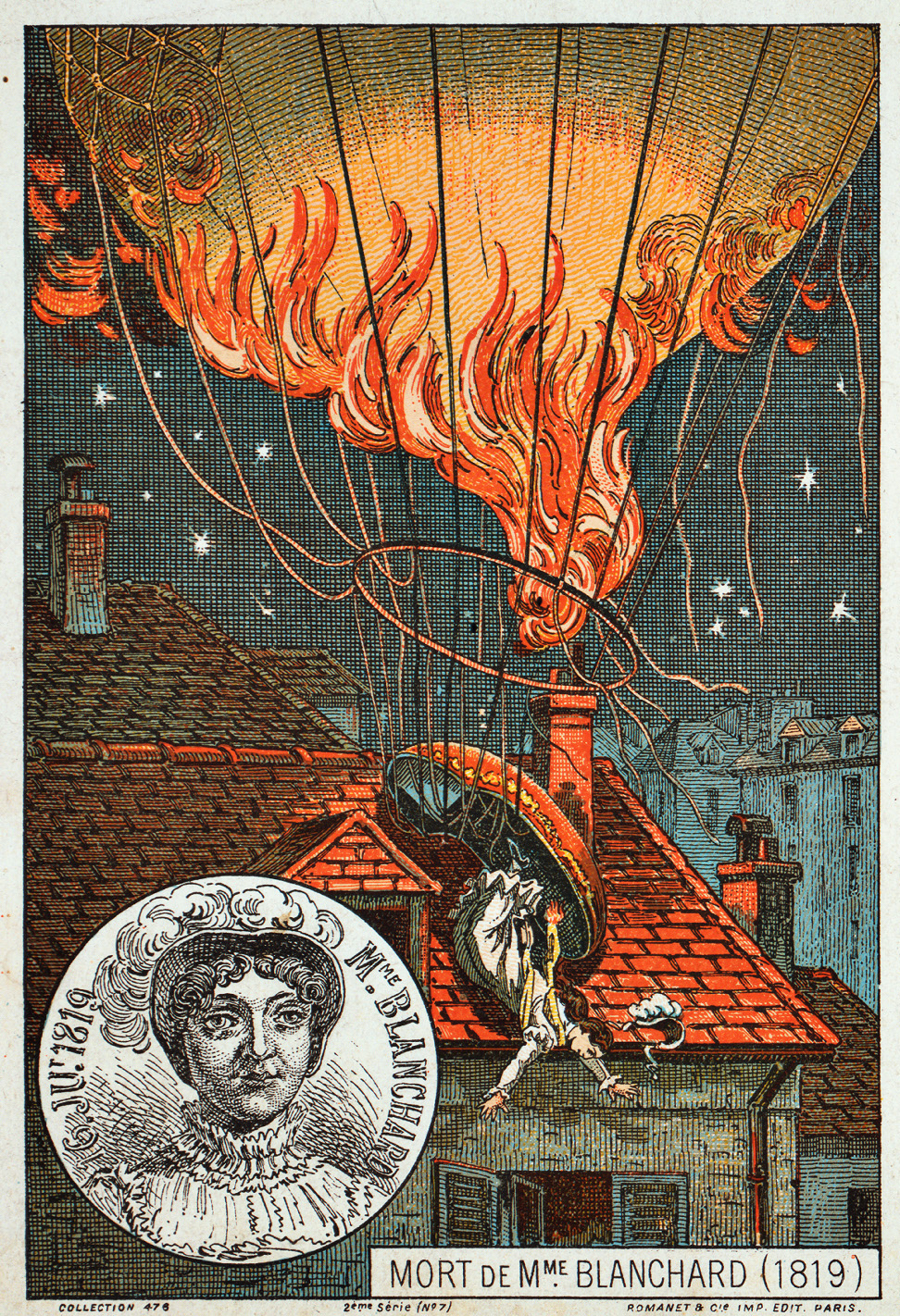
« Mort de Mme Blanchard (1819) » (chromolithographie, fin du XIXe).

Sophie Blanchard, née Marie Madeleine Sophie Armant le 24 mars 1778 à Trois-Canons, commune d'Yves, et morte à Paris le 6 juillet 1819, veuve du célèbre aéronaute Jean-Pierre Blanchard, est la première femme aéronaute professionnelle, avec 67 ascensions heureuses, ainsi que la première femme à périr dans un accident aérien lorsque le ballon, d'où elle lançait des feux d'artifice, prit feu dans les airs, à Paris, au-dessus des jardins de Tivoli.

## Biographie
Sophie Blanchard est née Marie Madeleine Sophie Armant le 24 mars 1778, à Trois-Canons, commune d'Yves près de La Rochelle.
En 1804, à l'âge de 26 ans, elle épouse le pionnier de l'aérostation Jean-Pierre Blanchard, qui était également le premier aérostier professionnel au monde, et fait sa première ascension en ballon.
Le couple étant acculé à la faillite, Sophie Blanchard décide de devenir la première femme aérostière professionnelle, en espérant qu'un tel évènement attirera suffisamment de monde pour résoudre leurs problèmes financiers.
Elle n'est pas la première femme aéronaute, le marquis de Montalembert ayant emmené sa femme la marquise de Montalembert, la comtesse de Montalembert, la comtesse de Podenas et mademoiselle de Lagarde en tant que passagères pour un voyage en ballon captif au-dessus de Paris le 20 mai 1784. Elle n'est pas non plus la première femme à faire un vol en ballon à gaz, ce privilège étant revenu à Élisabeth Tible le 4 juin 1784. Elle est cependant la première femme à piloter son propre ballon, et la première à embrasser la carrière d'aérostier.
Le 7 septembre 1806, elle décolle seule en montgolfière depuis le jardin des plantes de Rouen puis atterrit à Saint-Saëns. Au jardin précédemment cité, une plaque commémorative lui rend hommage sur la façade de l'orangerie (la plaque posée en 1938 célèbre également l'aérostière Élisa Garnerin).
En 1809, son mari fait une crise cardiaque en plein vol et tombe de son ballon. Il décède de ses blessures. Sophie Blanchard poursuit les présentations de vol libre, se spécialisant dans les vols de nuit.
Elle mène des expériences avec des parachutes, lâchant des poupées depuis son ballon, et s'amuse de temps à temps à larguer des paniers chargés de feux d'artifice accrochés à de petits parachutes.
Elle utilise un ballon à gaz rempli d'hydrogène qui, outre le fait qu'il lui permet d'emporter sensiblement plus de poids, lui évite d'avoir à maintenir une source de chaleur comme pour les montgolfières.
Elle devient une favorite de Napoléon Bonaparte, qui en fait sa « ministre des ballons » — un titre honorifique précédemment détenu par André-Jacques Garnerin, disgracié en 1804. Elle aurait alors envisagé des plans pour mener une invasion de l'Europe en ballons.[réf. nécessaire]
Le 24 juin 1810, elle fait une ascension sur le Champ-de-Mars à Paris à la demande de Napoléon Bonaparte, pour accompagner la Garde impériale dans la célébration de son mariage avec Marie-Louise d'Autriche. Elle en fait une nouvelle pour la « Fête de l'Empereur » à Milan, le 15 août 1811. À la naissance du fils de Napoléon, elle effectue un vol au-dessus de Paris et répand des faire-part de naissance sur la ville.
Elle s'attire également les faveurs de Louis XVIII pendant la Restauration, qui lui donne le titre d'« aérostière officielle de la Restauration ».
Célèbre dans toute l'Europe, elle donne de nombreuses représentations en Italie. En 1811, elle voyage de Rome à Naples en faisant un arrêt à mi-parcours, et une ascension à plus de 3 600 mètres. La même année, elle est forcée d'effectuer une ascension pour éviter un orage près de Vincennes, ce qui lui fait perdre conscience et réaliser un vol de plus de 14 heures 30. Elle traverse les Alpes en ballon, souffrant d'un saignement de nez à cause de l'altitude, et manque de se noyer en 1817 après avoir failli atterrir sur un terrain inondé.
Le 6 juillet 1819, elle fait une ascension au-dessus des jardins de Tivoli pour lancer un feu d'artifice depuis son ballon. Un léger accrochage avec les arbres lors du vol déplace malencontreusement les fusées à son insu, et lors de la mise en feu, certaines d'entre elles mettent feu à l'enveloppe du ballon rempli d'hydrogène. Le ballon commence alors à descendre doucement mais heurte le toit d'une maison de la rue de Provence, ce qui renverse la nacelle et éjecte Sophie Blanchard, qui s'écrase dans la rue. Malgré les soins prodigués, elle décède dix minutes plus tard, s'étant brisé la nuque. Elle repose au cimetière du Père-Lachaise (division 13), à Paris.

## Postérité
Dostoïevski, dans Le Joueur (1867) fait allusion à ce drame : « [à la roulette] il y eut un moment d'attente, une émotion semblable, peut-être, à celle qu'éprouva Mme Blanchard, lorsqu'à Paris elle fut précipitée de son ballon sur le sol ».
L'écrivain Philipp Weiss évoque Sophie Blanchard, « aéronaute de Napoléon », et son mari Jean-Pierre Blanchard - « pilote de ballon et inventeur du parachute, le premier à avoir traversé la Manche à bord d'un aéronef », dans le tome 1 (Paulette Blanchard. Encyclopédie d'un moi) du  Grand rire des hommes assis au bord du monde (Seuil, 2021, p. 201). Elle est, pour sa petite fille qui évoque les aventures de son aïeule, une « femme oiseau », « fille-Icare », qui n'a pas seulement volé par « ivresse de la hauteur » mais pour « s'échapper » : elle en fait le symbole d'une émancipation féminine.
Jules Verne évoque également cet événement dans Cinq Semaines en ballon (1863), à la fin du chapitre XIX : « Précipités, non ! Le gaz brûlerait tranquillement, et nous descendrions peu à peu. Pareil accident est arrivé à une aéronaute française, madame Blanchard ; elle mit le feu à son ballon en lançant des pièces d'artifice, mais elle ne tomba pas, et elle ne se serait pas tuée, sans doute, si la nacelle ne se fût heurtée à une cheminée, d'où elle fut jetée à terre ».